# Stipe Mandalinić
Stipe Mandalinić (Split, 9 de septiembre de 1992) es un jugador de balonmano croata que juega como lateral izquierdo en el Burgan SC. Fue un componente de la selección de balonmano de Croacia.
Con la selección ganó la medalla de bronce en el Campeonato Mundial de Balonmano Masculino de 2013.

## Palmarés

### RK Zagreb
- Liga de Croacia de balonmano (5): 2013, 2014, 2015, 2016, 2017
- Copa de Croacia de balonmano (5): 2013, 2014, 2015, 2016, 2017

### Füchse Berlin
- Copa EHF (1): 2018

### AEK Atenas
- Liga de Grecia de balonmano (1): 2023

## Clubes
- RK Split ( -2010)
- HRK Karlovac (2010-2012)
- RK Zagreb (2012-2017)
- Füchse Berlin (2017-2020)[3]
- RK Eurofarm Pelister (2020-2022)
- AEK Atenas (2022-2024)
- Burgan SC (2024- )